# Вулиця Князя Володимира Великого
Вулиця Князя Володимира Великого — вулиця в історичній місцевості Половиці у Шевченківському та Центральному районах міста Дніпро.
Вулиця рівнинна, починається у старій Половиці, повертає праворуч після Воскресенської вулиці, закінчується на перехресті з Половицькою вулицею й переходить у вулицю Князя Ярослава Мудрого. Протяжність вулиці — 1100 м.

## Історія
Вулиця є на генеральному плані Івана Старова, як існуюча вулиця Половиці.
Біля перехрестя Шляхетної (рос. Дворянская) та Проточної вулиць сходилися в одну три річки: з Довгого байраку, Кленового байраку та з Озерки.
На мапі 1885 року  мала назву Шляхетна, а на мапі кінця 1890-х років — вже Старошляхетна (рос. Стародворянская).
У радянські часи Старошляхетна вулиця перейменована на вулицю Плеханова, на честь російського теоретика й пропагандиста марксизму.
У 2016 році, на виконання Закону про декомунізацію, вулиця Плеханова перейменована на вулицю Князя Володимира Великого.

### Історія початку вулиці

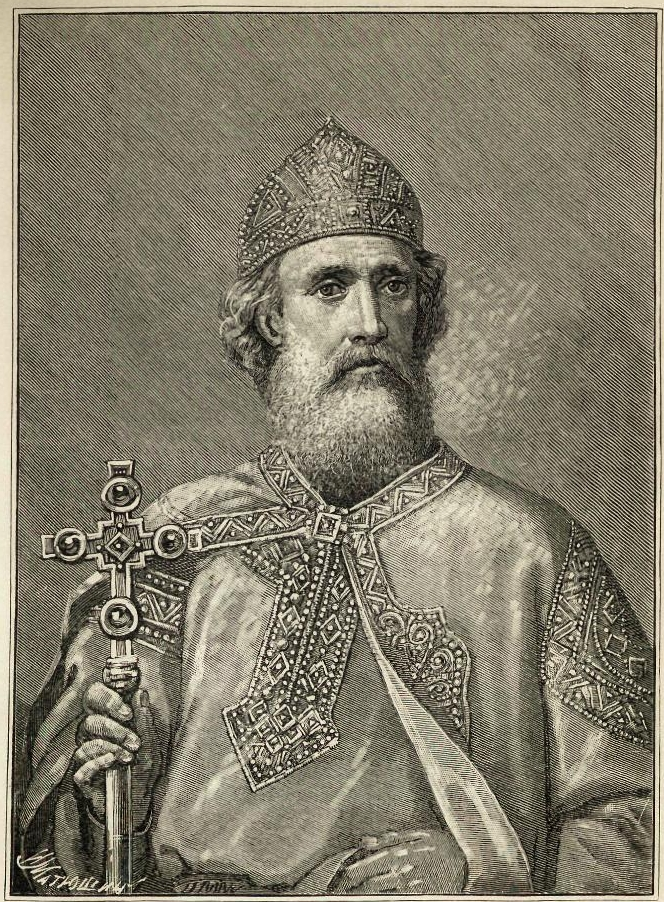
Князь київський Володимир Великий — хреститель Русі

1790 року, за планом Григорія Потьомкіна біля існуючих половицьких пристаней мали створити великий, квадратний Річковий майдан. Повінь 1789 року вказала на неможливість використання під забудову ділянки між перехрестям Шляхетної з Московською до початку біля Дніпра Ливарної вулиці. Тому цей простір побіля пристаней виділено для торгівлі та комерційної діяльності й нарекли Лісовим майданом.
На розі Шляхетної й Московської на початку XIX століття нетривалий час існував перший у Катеринославі Благородний театр. До 1861 року, на розі з Проточною вулицею до переведення на Соборну площу, 2, існувала чотирирічна чоловіча гімназія.
Станом на 1817 рік Лісовий майдан обмежений на заході Московською вулицею й на сході — Йорданською вулицею. Майдан містив лісові сховища, щепені ряди (торгівля дерев'яними виробами) з 3-х балаганів, м'ясний ряд з 2-х балаганів, ковальні, бані.
У 1857 році від суконної фабрики сюди перенесений наплавний міст на лівобережжя Дніпра зі з'їздом Новомосковського шосе на Харківську вулицю. Майдан був перейменований на Мостовий або Йорданський. Три рази на рік для освячення річки влаштовували ходу від Успенського храму до води Йорданською вулицею.
На майдані, біля мосту була облаштована перша у місті пароплавна пристань з рухом на Київ.
У 1884 році, з відкриттям Амурського мосту, наплавний міст на Йорданському майдані був закритий. Зникає базар, будують нові пароплавні пристані в районі Амурського мосту. Лісова й меблева торгівля залишаються з додаванням біржі биндюжників. Тут влаштовують міські купальні з додатковим місцем для купання на піщаній косі. У 1897 році до Йорданської площі прокладена трамвайна лінія.
На початку ХХ сторіття тут планували будівництво річного порту із залізницею по берегу між станцією Катеринослав й Мерефо-Херсонським мостом.
Міські купальні зникли разом з піщаною косою з підняттям вод Самарського озера.
З 1944 року від Передмостового майдану діяв дерев'яний міст, зведений військовими саперами. У 1950 році міст став пішохідним, а біля Залізної вулиці відкрита пристань для катерів на лівий берег та острови.
У 1966 року закінчено будівництво Центрального мосту та демонтована трамвайна лінія на вулицях Ширшова й Михайла Коцюбинського.

### Історія закінчення вулиці
Вулиця закінчувалася, йдучи прямо до Острожного майдану. Після зведення В'язничного замку та Арештантських рот на В'язничному майдані, де нині знаходиться театр опери та балету, старий острог  розібрано. Місце колишнього Острожного майдану відтак облюбували мандрівні цирки, тут влаштовували святкові  гуляння, тому майдан перейменували на Гойдальний, згодом Гойдальний майдан істотно впорядкував новий міський голова Іван Яковлєв, обраний на цю посаду 1885 року. Колеги-гласні вирішили відзначити заслуги міського голови ще за його життя перейменуванням майдану на Яковлівський сквер. У 1923 році  радянська влада перейменувала на сквер товариша Раковського, який очолював Раднарком УРСР. У 1928 році, після звинувачення Раковського в троцькізмі і виключення з партії більшовиків, сквер знову перейменований на сквер 8 Березня. Після Другої світової війни парк йменується вже Дитячим парком імені Войцеховича, на честь місцевого більшовика Альберта Войцеховича, який  перерахував великі заощадження на дитячий парк. У 1974 році на місці парку побудували Театр опери та балету.
За планом забудови Катеринославу 1817 року був забудований перший квартал нової Петербурзької вулиці (сучасна вулиця князя Ярослава Мудрого), що з'єднався з Острожним майданом перехідним проїздом у його північному кутку.
Відсутність прямого зв'язку Шляхетської вулиці з Петербурзькою була спричинена річкою Половицею на північному краї Острожного майдану.
На сучасному переході вулиці Володимира Великого до осі вулиці князя Ярослава Мудрого стояла старовірська каплиця Петра й Павла, а згодом — Троїцький старовірський храм, який був закритий радянською владою у 1933 році.
У 1914 році біля храму була зведена чотириповерхова лікарня лікаря Я. М. Должанського. Більшовики зробили з лікарні спеціалізовану обласну лікувальну комісію для обслуговування партійних керівників (нині тут розташований Дніпропетровський обласний клінічний центр кардіології та кардіохірургії).
На розі з Яковлевським сквером були лазні Алексєєва, найбагатші лазні Катеринослава, з кількома відділеннями, мармуровими басейнами, окремими кабінетами та іншими зручностями.
У 1950-х роках північний й західний проїзди між колишнім сквером 8 Березня, а потім Дитячого парку імені Войцеховича, приєднані до вулиці Плеханова.
До другої половини 1960-х років сучасна вулиця Князя Володимира Великого доходила до північного краю середньої загальноосвітньої школи № 81. Тоді її поєднали з віссю вулиці Ярослава Мудрого, а район її кінцівки забудували 5-поверхівками.

### Незаконна новобудова братів Каснерів

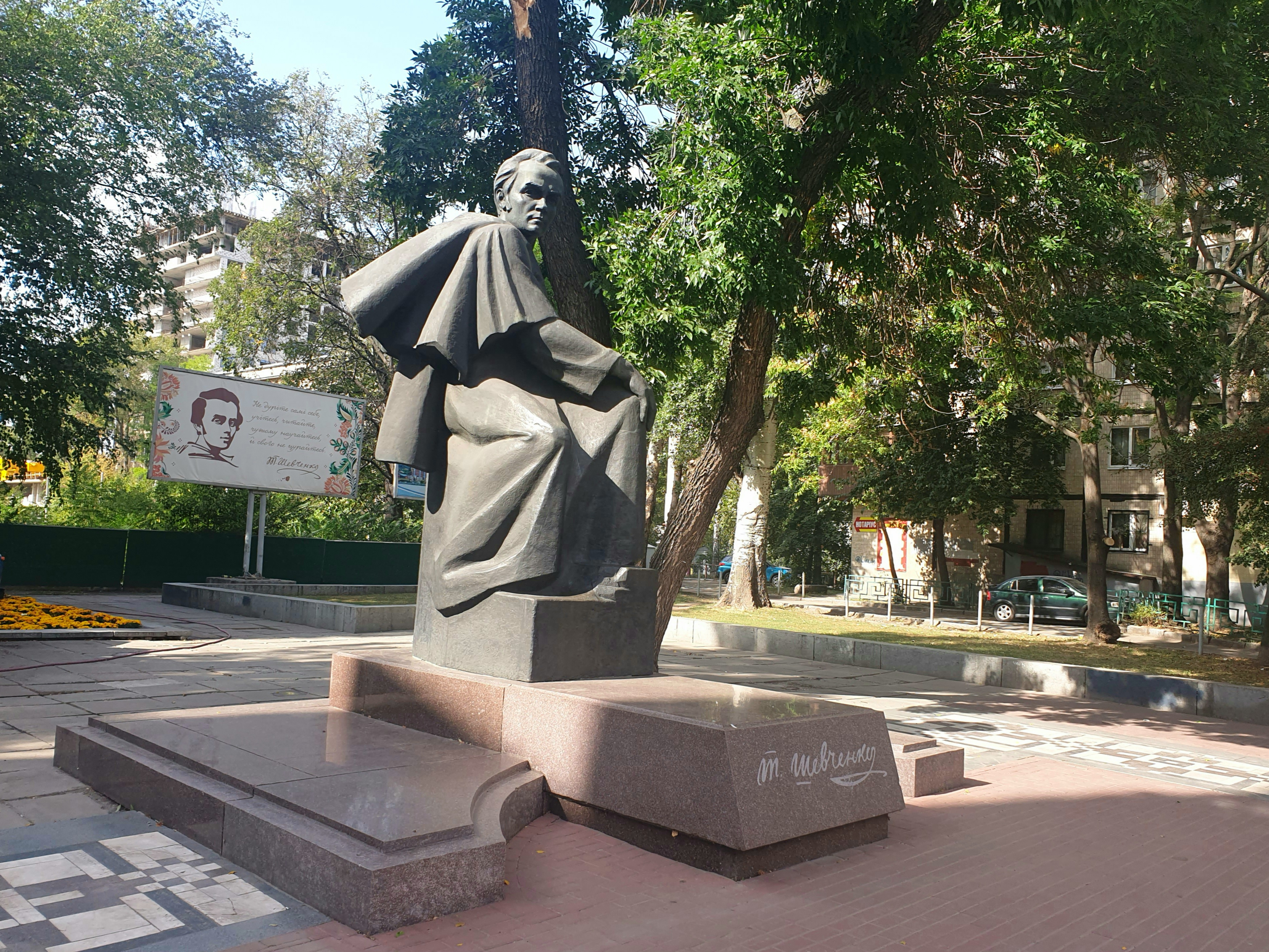
Пам'ятник Тарасові Шевченку

У буремний час революції Гідності 2013—2014 років брати Каснери (Олександр і Василь) привласнили декілька муніципальних ділянок, у тому числі й ділянку ліворуч середньої школи № 19 у дворі вулиці Князя Володимира Великого 15, що виходить на Театральний бульвар. Споруджувана ними 28-поверхівка порушила норми будівництва, стоїть занадто близько до школи, призвела до підтоплення підвалів у сусідній 14-поверхівці. Народний депутат Андрій Денісенко і міський голова Борис Філатов виступили проти незаконної забудовної практики братів Касперів у місті. Зведення будівлі, окресленої у місті «каракатицею Каснерів», остаточно зупинено рішенням Верховного суду України у 2019 році. Нині з 14 зведених поверхів хочуть зняти пару, щоб довести до дозволених будівельними правилами 12 поверхів й добудувати під квартири для правоохоронців.

## Перехресні вулиці
- Ламана вулиця
- Вулиця Михайла Коцюбинського
- Центральний міст
- Харківська вулиця
- Європейська вулиця
- Вулиця Володимира Мономаха
- Воскресенська вулиця
- Вулиця Юліуша Словацького
- Половицька вулиця
- Вулиця Князя Ярослава Мудрого

## Будівлі

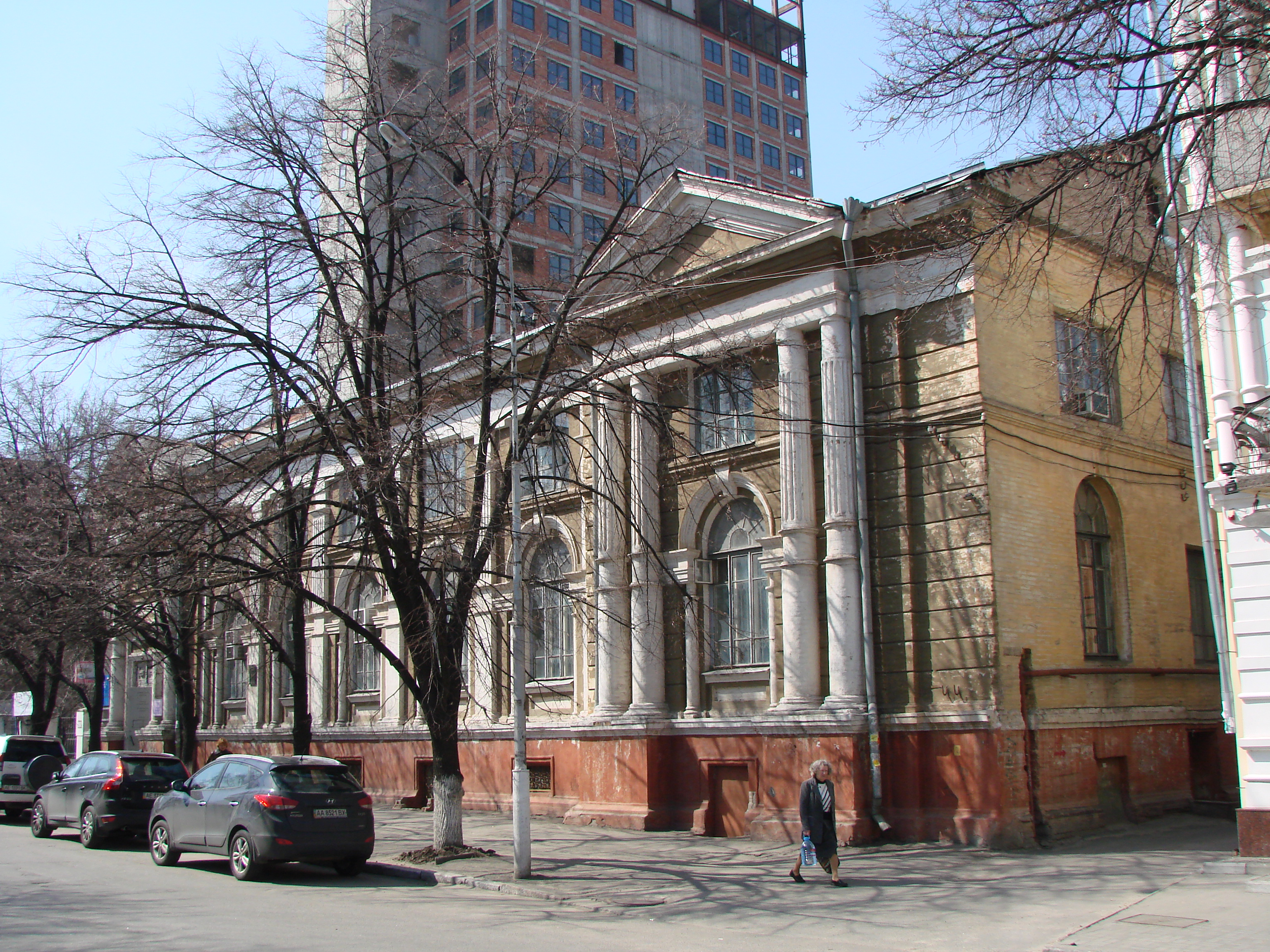
Аудиторія наукового товариства (вул. Володимира Великого, 42)

- № 2 — середня школа (побудрвана у 1950-х роках)
- № 11 — Санепідемстанція Шевченківського району
- № 13-А — середня загальноосвітня школа № 19
- № 15-Г — житловий комплекс «Кристал»
- № 17 — Служба по керуванню майновими та земельними ресурсами Придніпровської залізниці
- № 28 — Дніпропетровський обласний клінічний центр кардіології та кардіохірургії
- № 34 — Центральний районний відділ Дніпровського міського управління МВС
- № 42 — Аудиторія Наукового товариства (зведена 1896 року)